# Konversationstheorie
Konversationstheorie ist ein kybernetischer und dialektischer Rahmen, der eine wissenschaftliche Theorie bietet, um zu erklären, wie Interaktionen zur „Konstruktion von Wissen“ oder „Wissen“ führen: um sowohl die dynamische/kinetische Qualität als auch die Notwendigkeit eines „Wissenden“ zu erhalten. Diese Arbeit wurde von Gordon Pask in den 1970er Jahren vorgeschlagen.

## Überblick
Die Konversationstheorie betrachtet soziale Systeme als symbolische, sprachorientierte Systeme, in denen Antworten von der Interpretation des Verhaltens einer anderen Person durch eine Person abhängen und in der Bedeutungen durch Gespräche vereinbart werden. Da jedoch Bedeutungen vereinbart sind und die Vereinbarungen illusorisch und vorübergehend sein können, erfordert die wissenschaftliche Forschung stabile Bezugspunkte bei menschlichen Transaktionen, um reproduzierbare Ergebnisse zu ermöglichen. Pask stellte fest, dass diese Punkte das Verständnis sind, das in den Gesprächen zwischen zwei teilnehmenden Personen entsteht und das er streng definiert hat.
Die Konversationstheorie beschreibt die Interaktion zwischen zwei oder mehr kognitiven Systemen, wie z. B. einem Lehrer und einem Schüler, oder unterschiedliche Perspektiven innerhalb eines Individuums, und wie sie einen Dialog über ein bestimmtes Konzept führen und Unterschiede in ihrem Verständnis erkennen.
Die Konversationstheorie entstand aus der Arbeit von Gordon Pask über das Lehrdesign und Modelle individueller Lernstile. In Bezug auf Lernstile identifizierte er Bedingungen, die für das Teilen von Konzepten erforderlich sind, und beschrieb die Lernstile ganzheitlich, Serialist und ihre optimale Mischung vielseitig. Er schlug ein strenges Modell der Analogiebeziehungen vor.